# Dom rabina w Grójcu
Dom rabina w Grójcu – budynek w Grójcu, położony u zbiegu ulic Lewiczyńskiej i Krótkiej, pierwotnie sąsiadował z drewnianą synagogą (zniszczoną w 1939 roku). Został wyburzony w 2014 roku.